# Jean Paul Rouanet
Jean Paul Rouanet (ur. 28 marca 1894 w Bordeaux, zm. 21 lipca 1979 tamże) – francuski żeglarz, olimpijczyk.
Na regatach rozegranych podczas Letnich Igrzysk Olimpijskich 1928 wystąpił w klasie 6 metrów zajmując 8. pozycję. Załogę jachtu Cupidon Viking tworzyli również Pierre Moussié, Henri Allard, Robert Gufflet i Philippe de Rothschild.